# Suzy Parker
Pour les articles homonymes, voir Parker.
Suzy Parker (née Cecilia Rena Ann Parker le 28 octobre 1932 à San Antonio, au Texas, selon certaines sources biographiques, et morte le 3 mai 2003) est un mannequin américain, accessoirement une photographe, puis une actrice de cinéma et de télévision active de 1947 au début des années 1960.
Sa carrière, couronnée de succès en tant que modèle pour de nombreux photographes, fait qu'elle reste considérée comme un « visage des années 1950 ». 

## Biographie

### Mannequin
Cecilia Parker est née en 1932 à Long Island selon sa sœur Pamela,. Son surnom lui vient de son père qui déteste « Cecilia » et la nomme « Susie », déformé plus tard en France en « Suzy ». Elle fait des études à Jacksonville, en Floride, et à la Garden Day School de New York.
Elle est la plus jeune sœur de Dorian Leigh, célèbre dans les années 1940 pour ses multiples couvertures de magazines. Repérée par Irving Penn durant une séance réalisée avec sa grande sœur, cette dernière va l'introduire dans le milieu du mannequinat, chez Ford, en la présentant à Eileen Ford, alors qu'elle est âgée de quatorze ans,, dans un restaurant.
Contrairement à sa sœur, Susie conserve le patronyme Parker. Comme elle est très grande pour son âge, elle peut démarrer très jeune le mannequinat. Elle travaille rapidement pour Vanity Fair, l'éphémère Flair, Look, Life ou Vogue. En à peine un an, elle quadruple son salaire horaire. À dix-sept ans, ayant toujours voulu voyager, elle part travailler à Paris avec sa sœur,. Richard Avedon les attend à l'aéroport. Les français l'apprécient et elle pose, entre autres, dans Elle ou dans le Vogue français. Elle est alors un mannequin très bien payé, avec un tarif pouvant atteindre 200 $ de l'heure,. Mais son séjour en France ne peut durer, son père souhaitant qu'elle rentre dans son pays. De retour au pays mais souhaitant toujours voyager, elle devient photographe autodidacte et part au Mexique. À Coyoacán, elle fait la rencontre de Sam Shaw, un proche d'Henri Cartier-Bresson ; ce dernier voit les photos réalisées par Suzy Parker et lui permet de rencontrer d'autres photographes.
En février 1952, à la demande de Bettina Graziani, elle fait partie du tout premier défilé de Givenchy avec sa sœur, ainsi que Sophie Litvak. Hubert de Givenchy dira d'elle plus tard : « Suzy Parker, à mon avis, n'était pas faite pour présenter les collections mais elle était très belle pour les photos, ce qui lui a permis de réussir avant d'être actrice. » D'ailleurs, à part Givenchy et Chanel, elle défilera très peu. 
Elle est amie de Coco Chanel qui lui apprend un peu le français et certains principes pour la pose face aux photographes. Suzy Parker aide au retour de la maison Chanel en 1954, lors de sa réouverture,, grâce à ses apparitions dans des publicités qui en font la « vedette » de la maison de couture, photographiée par Richard Avedon ou Henry Clarke. La carrière de mannequin de Suzy Parker atteint son apogée à cette époque, lorsqu'elle parait en couverture de nombreux magazines et dans de multiples publicités. Elle travaille énormément, parfois six jours par semaine du matin au soir. L'influente Diana Vreeland, qui l'a aidé à démarrer, la considère comme « le visage des années 1950 », « le symbole absolu de toute cette période » d'après Liaut. Parallèlement à sa carrière de mannequin, elle continue sa carrière de photographe, exerçant pour Magnum ou pour Vogue Paris.

#### Photographes
Suzy Parker est, dans les années 1950, le mannequin préféré de Richard Avedon, réussissant à retranscrire devant l'appareil photo les souhaits de ce dernier,. Elle dira à ce sujet : « la seule joie que j'ai jamais retirée du mannequinat a été de travailler avec Dick Avedon ». Elle est également photographiée par Horst P. Horst avec qui elle a des relations amicales mais paefois tendues lors des séances de pose, et souvent aussi par Henry Clarke avec qui elle voyage régulièrement, Georges Dambier ou Clifford Coffin. Elle est photographiée, avec des images souvent reprises durant les décennies suivantes, par Milton Greene, Louise Dahl-Wolfe ou John Rawlings (en). 
Suzy Parker est « l'obsession » de Charles Revson des cosmétiques Revlon, qui lui établi un contrat d'exclusivité, chose rare à cette période. Elle gagne 500 $ par jour de travail pour cette marque. Rétrospectivement, la presse anglo-saxonne la cite régulièrement comme étant un supermodel,,.

### Actrice et mannequin
Suzy Parker débute dans le cinéma en 1957. Elle est présentée par Richard Avedon à Stanley Donen et lui inspire le personnage joué par Audrey Hepburn dans le film Drôle de frimousse, où elle fait un caméo : elle est l'un des trois mannequins parisiens posant face à Fred Astaire qui joue un photographe de mode. Mais, sa carrière de mannequin étant au plus haut, cette courte apparition n'est qu'un amusement, elle n'envisage alors pas de perdurer dans le cinéma. Pourtant, alors qu'elle se trouve en vacances au ski, elle reçoit un, puis deux télégrammes lui enjoignant de rejoindre Hollywood ; elle les ignore jusqu'à ce que Stanley Donen lui téléphone.
Elle tourne dans le film de Stanley Donen Kiss Them for Me, avec Cary Grant et Jayne Mansfield. Life fait sa couverture avec Suzy Parker pour la sortie du film. Elle déménage alors de New York à Hollywood. Elle est la partenaire de Gary Cooper dans 10, rue Frederick (1958) produit par Charles Brackett et réalisé par Philip Dune.
Elle apparaît également ponctuellement dans des séries télévisées telles que Producers' Showcase et Playhouse 90 dès 1957 où elle tourne avec Jack Palance le rôle d'une andalouse dans The Death of Manolete, puis The Twilight Zone, Dr Kildare, Burke's Law, Tarzan, It Takes a Thief ou Night Gallery. Durant toutes ces années, elle poursuit ses activités de mannequinat, retournant à Paris pour les collections, continuant à poser pour Harper's Bazaar et diverses couvertures de magazines en France.
Elle doit rentrer précipitamment en 1958 à San Antonio. Sa mère malade est hospitalisée. En se rendant à l'hôpital avec son père, ils ont un accident de voiture en heurtant un train. Son père meurt sur le coup, Suzy Parker a les deux bras brisés ainsi que les épaules, et des éclats de verre partout dans le corps ; elle reste trois mois à l'hôpital,.

### Vie privée
Début août 1952, elle fait la connaissance, dans un bal donné par Jacques Fath, de Pierre de La Salle (descendant de René-Robert Cavelier de La Salle) et ils deviennent « inséparables ». Elle se marie en secret le 6 août 1955 avec ce journaliste français. Tout l'argent gagné avec ses photographies sert à entretenir son mari oisif et très dépensier. En 1959, elle a une fille, Georgia de la Salle,, qui débutera à dix-sept ans une carrière de mannequin. Mais, après son accident de voiture, son mari la trompe. « Mariés trop jeune » et cette « désastreuse relation » est une « pure catastrophe » dira-t-elle plus tard. Elle divorce et obtient la garde de sa fille en 1961.
Par la suite, elle est également connue comme Suzy Parker Dillman après son remariage avec Bradford Dillman, en 1963, avec qui elle aura trois enfants,,et fera également un film. La famille s'installe vers Santa Barbara. 
Elle décide d'arrêter le mannequinat en 1965. Elle abandonne aussi peu à peu sa carrière d'actrice, souhaitant uniquement s’occuper de ses enfants. Suzy Parker meurt le 3 mai 2003 à Montecito, en Californie.

## Filmographie

### Cinéma
- 1957 : Drôle de frimousse : Danseuse
- 1957 : Embrasse-la pour moi : Gwinneth Livingston
- 1958 : 10, rue Frederick : Kate Drummond
- 1959 : Rien n'est trop beau : Gregg Adams
- 1960 : Interrogatoire secret (en) (Circle of Deception) : Lucy Bowen
- 1962 : Les Internes : Lisa Cardigan
- 1964 : Les Trois Soldats de l'aventure (Flight from Ashiya) : Lucille Caroll
- 1966 : La Chambre des horreurs : Barbara Dixon

### Télévision
- 1957 : Producers' Showcase (en) (épisode Mayerling)
- 1957 : Playhouse 90 : Tani Morena (saison 2, épisode 1)
- 1963 : L'Homme à la Rolls : Angela Pattison / Bridget Jenkins (2 épisodes)
- 1964 : La Quatrième Dimension : Lana Cuberle (saison 5, épisode 17)
- 1964 : Le Jeune Docteur Kildare : Serena Norcross (saison 4, épisode 2)
- 1964 : The Rogues (en) : Carol Conover (épisode 10)
- 1965 : Vacation Playhouse (en) (saison 3, épisode 1)
- 1966 : Tarzan : Laura Keller (saison 1, épisode 12)
- 1967 : Bob Hope Presents the Chrysler Theatre (en) : Docteur (saison 4, épisode 20)
- 1968 : Opération vol : Melinda Brooke (saison 1, épisode 3)
- 1970 : Night Gallery : Carlotta Acton / Miss Wattle (épisode The Dead Man/The Housekeeper)